# Xavier Rudd
Xavier Rudd é um cantor, compositor e multi-instrumentista australiano. Ele ganhou uma forte reputação por tocar em festivais e por dar concertos na Austrália e na América do Norte. Os seus fãs são na maioria da Austrália e do Canadá, lugares onde gravou diversos álbuns e realizou shows ao vivo.

## Biografia
Xavier Rudd nasceu em 1978, cresceu em Torquay, Victoria, e frequentou o Colégio St. Joseph's, Geelong. Rudd mostrou um forte interesse por música desde cedo . Antes de sua carreira solo ele começou a tocar como parte da banda Xavier and the Hum . Ele buscou inspiração em artistas tais como , Ben Harper, Natalie Merchant e o multi-instrumentalista David Lindley, bem como músicas de diversas fontes, tais como havaianas e músicas nativo americanas . Xavier tem dois filhos, Joaquin and Finojet, e ele diz que leva consigo uma meia do filho Joaquin durante os períodos de turnês. Rudd é um  vegetariano, e ganhou o prêmio PETA's annual "World's Sexiest Vegetarian Celebrity" em 2007. Xavier também recebeu o prêmio Paul Watson Sea Shepherds Rock the Boat. Rudd tem uma empresa de gestão, Thompson Management, e a sua sede está localizada em Vancouver.

## Música
Rudd é uma banda de um homem só, o qual toca cercado de instrumentos em uma ordem complicada. Tipicamente, ele tem três didgeridoos localizados na sua frente em pé, uma guitarra em seu colo, um pedal stompbox em seus habituais pés descalços, e uma seleção de baterias, banjos, gaitas, sinos e contrabaixos, perto de suas mãos ou perto de seus pés dependendo do caso. Várias canções de Rudd incorporam temas de consciência social, tais como a espiritualidade, humanidade, ambientalismo e direitos dos povos aborígenes. Suas canções incluem estórias de maus tratos dos povos indígenas de sua terra natal.. Rudd tende a tocar o didgeridoo em muitas de suas canções. Em algumas de suas músicas, ele incluiu vocais aborígenes da Austrália e artistas canadendes.

## Actuações ao vivo
Rudd tornou-se numa presença constante em festivais de música em todo o Mundo, tais como o Bonnaroo Music Festival, o High Sierra (2004 e 2007) e o Wakarusa (2005), entre outros.  Ele inicia os seus concertos com a frase "Are you feelin'?" (Estão a sentir?). Trabalhou extensivamente na América do Norte, e tocou em Turnê com The Beautiful Girls, Ani DiFranco, Jack Johnson, Good Old War, G. Love & Special Sauce e Rodrigo y Gabriela.
Em Portugal Rudd atuou algumas vezes. A primeira em 2006 no Santiago Alquimista, em Lisboa, e no mesmo ano atuou no Sagres Surf festival. Regressou em 2008 para atuar no festival Optimus Alive e, em 2010, deu dois concertos seguidos. Primeiro no Hard Club no Porto e depois na Aula Magna em Lisboa. A última vez que atuou em Portugal foi em julho de 2012, em Cascais para promover o álbum Spirit Bird.

## Discografia

### Álbuns de estúdio
- 2002: To Let
- 2004: Solace
- 2005: Food in the Belly
- 2007: White Moth
- 2008: Dark Shades of Blue
- 2009: Koonyum Sun
- 2012: Spirit Bird
- 2015: Nanna
- 2018: Storm Boy

### Álbuns ao vivo
- Live in Canada - Independente (2001)
- Live at the Grid - Independente (2003)
- Good Spirit - Independente (11 de Abril de 2005)
- Live Bonnaroo 2005
- Live Bonnaroo 2007
- Live in Brussels 2009
- Live at the Melbourne Zoo (with Bobby Alu) 2014
- Live in the Netherlands 2017